# Mesochorus dolosus
Mesochorus dolosus là một loài tò vò trong họ Ichneumonidae.